# Región locomotora mesencefálica
La región locomotora mesencefálica (MLR por sus siglas en inglés, de Mesencephalic locomotor region ) es un área funcionalmente definida del mesencéfalo que está asociada con la iniciación y el control de los movimientos locomotores en especies vertebradas.

## Historia

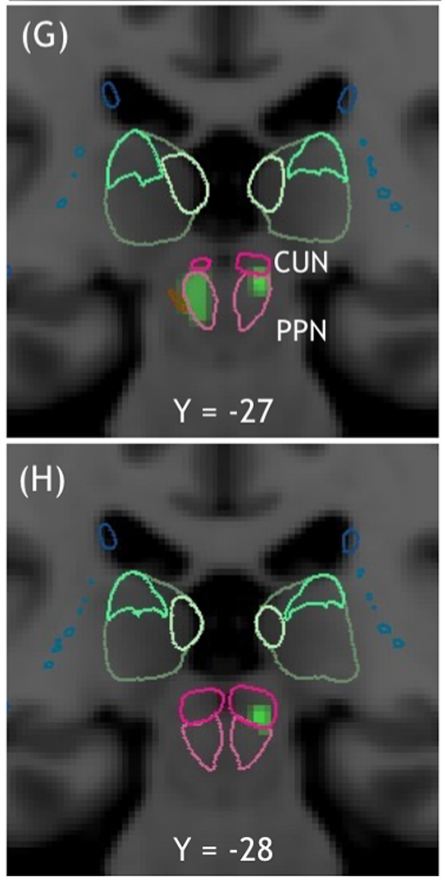
Núcleos del MLR delimitados por línea de color: CUN= cuneiforme, PPN= pedúnculo-pontino. Actividad mostrada en pixeles verdes. Imagen funcional de MRI.

La MLR (región locomotora mesencefálica) fue descrita por primera vez por Shik y sus colegas en 1966, cuando observaron que la estimulación eléctrica de una región del mesencéfalo en gatos descerebrados producía el comportamiento de caminar y correr en una cinta. Veintiocho años después, Masdeu y sus colegas describieron la presencia de una MLR en humanos. Ahora se reconoce ampliamente que, junto con otros centros de control motor del cerebro, la MLR desempeña un papel activo en la iniciación y modulación de los circuitos neuronales espinales para controlar la postura y la marcha.

## Organización neuroanatómica
Anatómicamente, como su nombre indica, la MLR se encuentra en el mesencéfalo, ventral al colículo inferior y cerca del núcleo cuneiforme. Aunque la identificación de los sustratos anatómicos exactos de la MLR ha sido objeto de considerable debate, se cree que el núcleo pedunculopontino (PPN), el núcleo cuneiforme (CN) y el área extrapiramidal del mesencéfalo (MEP) forman la base neuroanatómica de la MLR. Los núcleos de la MLR reciben información de la sustancia negra de los ganglios basales y de centros neuronales del sistema límbico. Las proyecciones de la MLR descienden a través de los tractos reticuloespinales medular y pontino para actuar sobre las motoneuronas espinales que irrigan el tronco y los flexores y extensores proximales de las extremidades.
El PPN dentro de la MLR está compuesto por una población diversa de neuronas que contienen los neurotransmisores ácido gamma-amino-butírico (GABA), glutamato y acetilcolina (ACh). Los resultados de estudios animales y clínicos sugieren que las neuronas colinérgicas de la PPN desempeñan un papel crucial en la modulación tanto del ritmo de locomoción como del tono muscular postural. Los aportes glutamatérgicos y colinérgicos de la MLR pueden ser responsables de regular la excitabilidad de las neuronas reticuloespinales que, a su vez, se proyectan a los generadores de patrones centrales espinales para iniciar el paso.

## Importancia clínica
La integración de la información motora y sensorial durante la marcha implica la comunicación entre los circuitos corticales, subcorticales y espinales. Los patrones motores de las extremidades inferiores similares a los pasos pueden inducirse únicamente mediante la activación de los circuitos espinales; sin embargo, la entrada supraespinal es necesaria para la marcha bípeda funcional en humanos. Las patologías de los núcleos de la MLR se han asociado con una combinación de características clínicas que son exclusivas de la disfunción del mesencéfalo y pueden diferenciarse de otras afecciones neurológicas subcorticales como las asociadas con el parkinsonismo y las lesiones cerebelosas.
En una serie de casos clínicos, tres hombres adultos con lesiones aisladas de la MLR presentaron vacilación al andar y ataxia al andar caracterizada por pasos que carecían de dirección, amplitud y ritmicidad uniformes. Aunque la vacilación y la ataxia de la marcha también son características clínicas de la enfermedad de Parkinson y de lesiones del cerebelo, respectivamente, los autores observaron que los pacientes no mostraban ningún otro signo o síntoma común asociado con estas afecciones neurológicas, lo que sugiere que las patologías del mesencéfalo pueden producir alteraciones de la marcha incluso cuando la función cerebelosa y de los ganglios basales están intactas. En un estudio en el que se investigaron los trastornos de alto nivel de la marcha y el equilibrio en adultos mayores que no presentaban indicios de enfermedad reumatológica, ortopédica o neurológica, los datos de las imágenes cerebrales revelaron una asociación entre la reducción de la densidad de materia gris del PPN y el núcleo cuneiforme y el deterioro de la iniciación de la marcha, la ejecución de los pasos y el control postural. Además, entre dieciocho individuos con enfermedad de Parkinson que experimentaron o no congelamiento de la marcha, las imágenes de resonancia magnética funcional revelaron una actividad reducida en la MLR y el área motora suplementaria entre aquellos individuos que experimentaron vacilación episódica de la marcha. El congelamiento de la marcha también se ha asociado con la reorganización funcional de las redes locomotoras supraespinales, en las que se observó una alteración de la conectividad y la comunicación entre el área motora suplementaria y la MLR. Estos hallazgos sugieren que la MLR desempeña de hecho un papel único en la locomoción humana, especialmente con respecto a la iniciación del paso y la actividad motora. 

### Estimulación cerebral profunda
Dado el papel de la MLR en el inicio de la marcha y el control postural, los investigadores y los médicos han investigado los efectos de la estimulación cerebral profunda (ECP) dirigida sobre las alteraciones de la marcha en poblaciones clínicas. Plaha y Gill informaron de mejoras significativas en la disfunción de la marcha y la inestabilidad postural en dos pacientes con enfermedad de Parkinson avanzada que fueron tratados con electrodos de ECP implantados en la región del PPN. Asimismo, en un estudio más reciente, seis pacientes con enfermedad de Parkinson demostraron mejoras en la postura, la marcha y la estabilidad postural tras 6 meses de ECP en el PPN y el núcleo subtalámico. Bachmann y sus colegas aplicaron ECP en el MLR en ratas con lesión medular crónica e incompleta e informaron de una mejora de la función de las extremidades posteriores y una restauración casi normal de la función locomotora tras el tratamiento.